# Sergei Osernych
Sergei Osernych (russisch Сергей Озерных) ist ein ehemaliger sowjetischer Skispringer.
Am 30. Januar 1983 bestritt Osernych sein erstes Springen im Skisprung-Weltcup. Dabei erreichte er in Engelberg den 11. Platz. Die Saison 1982/83 beendete er mit fünf Weltcup-Punkten am Ende auf dem 55. Platz in der Weltcup-Gesamtwertung. Er teilte sich den Platz mit Mark Konopacke, der ebenfalls fünf Weltcup-Punkte erreichte.
1984 startete er erneut im Weltcup, konnte jedoch bei der Vierschanzentournee 1984/85 keine Erfolge erzielen und landete nur auf den hinteren Rängen. Seine aktive Skisprungkarriere beendete er mit dem Start bei der Nordischen Skiweltmeisterschaft 1985 in Seefeld in Tirol, wo er auf der K90 am Ende den 55. Platz belegte.